# Korea Electric Power Corporation
De Korea Electric Power Company (Koreaans: 켑코), ook bekend onder de afkorting KEPCO, is een Zuid-Koreaans nutsbedrijf. Het is als enige verantwoordelijk voor de transmissie en distributie van elektriciteit. Het was ook de enige producent, maar door de komst van onafhankelijke producenten verzorgt KEPCO in 2021 nog driekwart van de nationale elektriciteitsproductie. Het hoofdkantoor van de maatschappij bevindt zich in Naju.

## Activiteiten
KEPCO is al enige verantwoordelijk in Zuid-Korea voor de transmissie en distributie van elektriciteit in het land. Het is veruit de grootste producent van elektriciteit in Zuid-Korea en is de enige met kernenergiecentrales. Naast waterkrachtcentrales beschikt KEPCO over centrales die gestookt worden met fossiele brandstoffen zoals steenkool, aardgas en lng, en olie. Het aandeel van duurzame vormen van energieopwekking is zeer bescheiden. In 2020 was de uitstoot van koolstofdioxide zo’n 445 kilogram per MWh en dit is vooral het gevolg van de inzet van steenkool. KEPCO is verantwoordelijk voor zo’n driekwart van de totale productie in het land en de overige 25% wordt opgewekt door onafhankelijke energie opwekkers.
De productie is verdeeld over zes bedrijfsonderdelen. Het onderdeel Korea Hydro & Nuclear Power is de enige met kern- en waterkrachtcentrales in het land. De overige vijf zijn voornamelijk regionaal actief al worden overschotten en tekorten uitgewisseld met andere regio’s door middel van het transmissienetwerk van KEPCO. Het was de bedoeling deze regionale maatschappijen deels te privatiseren, maar dit is niet gebeurd. 
Het grootste bedrijfsonderdeel is Korea Hydro & Nuclear Power (KHNP). KHNP beschikt over 24 eenheden verdeeld over vijf kerncentrales en 53 waterkrachtcentrales. Het produceert nog een zeer bescheiden hoeveelheid elektriciteit door middel van zonnepanelen en windturbines. In totaal beschikt het over 123 installaties met een totale capaciteit van 28.620 MW per 31 december 2021.
De overige vijf bedrijfsonderdelen zijn nagenoeg even groot gemeten naar opgesteld vermogen, die rond de 10.000 MW ligt. Dit zijn: Korea South-East Power (KOSEP), Korea Midland Power (KOMIPO), Korea Western Power (KOWEPO), Korea Southern Power (KOSPO) en Korea East-West Power (EWP).
Verder beschikt KEPCO nog over een aantal andere bedrijfsonderdelen die zich bezig houden met de bouw van en het onderhoud aan centrales, transmissie- en distributienetwerken, de opwekking van nucleair materiaal voor de centrales en dataverkeer.
In 2020 werd in Zuid-Korea 586 TWh aan elektriciteit opgewekt, hiervan had 39% steenkool als brandstof, 27% kwam uit kerncentrales, en 27% uit aardgas en een klein beetje olie. Het aandeel van duurzame energiebronnen, inclusief waterkracht, was zo'n 7%. Zuid-Korea beschikt nauwelijks over fossiele brandstoffen en 98% van het verbruik moet geïmporteerd worden.
In de wet is vastgelegd dat de Koreaanse overheid minstens 51% van de stemgerechtigde aandelen in KEPCO in handen moet hebben. Op 31 december 2021 waren de grootste aandeelhouders de Korea Development Bank (KDB) met 32,9% van de aandelen en de overheid 18,2%. KDB is een staatsbank en de overheid heeft direct en indirect dus een belang van 51,1% in handen.
De overheid heeft een belangrijke stem in de tarieven die KEPCO aan de klanten in rekening mag brengen. In 2021 stegen de kosten van de brandstoffen met 30%, maar KEPCO kon de tarieven minder sterk laten stijgen waardoor het bedrijf met een verlies het jaar afsloot. In dit jaar leverde KEPCO 533 TWh aan klanten, hiervan was 29% afkomstig van andere leveranciers. KEPCO leverde zelf 71%, waarvan weer 29%-punt afkomstig van het onderdeel KHNP.

## Geschiedenis
De geschiedenis van KEPCO gaat terug naar 1898. Toen werd in de Joseondynastie Hanseong Jeongi Hoesa (Engels: Hansung Electric Company), opgericht. Hansung is de oude naam voor de hoofdstad Seoel.
Tijdens de Japanse bezetting van Korea in maart 1943 werden diverse elektriciteitsbedrijven geïntegreerd in de Korea Electric Power Company (KEPC). Op 1 juli 1961 ging dit bedrijf samen met twee distributiebedrijven, Seoul Electric Company en South Korea Electric Company, en de naam werd gewijzigd in Korea Electric Company (KECO). Een deel van de aandelen was toen nog in private handen.
Na de eerste oliecrisis in 1973 werd de sterke afhankelijkheid van buitenlandse aardolie als een groot probleem ervaren. Een diversificatieprogramma werd gestart met de nadruk op kernenergie. In 1978 kwam de eerste eenheid van de kerncentrale Kori in bedrijf. Deze eenheid van 587 MW was gebouwd door het Amerikaanse bedrijf Westinghouse en werd na 40 jaar in 2017 gesloten. Na 10 eenheden had Zuid-Korea voldoende kennis en ervaring om met een eigen ontwerp te komen. Tussen 1976 en 1981 kocht de overheid de andere aandeelhouders uit en in 1982 was KECO volledig in handen van de overheid en werd omgedoopt tot de Korea Electric Power Corporation (KEPCO).
Op 10 augustus 1989 werd KEPCO deels geprivatiseerd en werd een vijfde van de aandelen genoteerd aan de Korea Exchange. In 1994 volgde ook een notering aan de New York Stock Exchange. In 1995 won KEPCO de eerste buitenlandse opdracht voor de bouw van een grote conventionele centrale op de Filipijnen.
In de jaren 90 besloot de regering de elektriciteitssector te herstructureren en meer concurrentie te bewerkstelligen. Op 23 december 2000 werd een nieuwe wet aangenomen met als doel de opsplitsing van de elektriciteitsopwekking. In 2001 kwamen er kwamen zes zelfstandige bedrijfsonderdelen waarvan wel alle aandelen in handen bleven van KEPCO. Korea Hydro & Nuclear Power kreeg alle installaties voor de opwekking van elektriciteit door middel van kernenergie en waterkracht. Verder kwamen er vijf regionale bedrijven: Korea South-East Power, Korea Midland Power, Korea Western Power, Korea Southern Power en Korea East-West Power. Zij kregen de centrales gestookt met fossiele brandstoffen.
In 2009 werd het eerste contract voor de bouw van een kerncentrale in het buitenland afgesloten. De Verenigde Arabische Emiraten gaf opdracht voor de bouw van de Barakah kerncentrale met vier eenheden met een totaal vermogen van 5600 MW. In oktober 2022 werd de derde eenheid op het net aangesloten.
In 2017 besloot de regering om afscheid te nemen van kernenergie, maar geleidelijk over een periode van 45 jaar. In 2022 werd dit plan ingrijpend gewijzigd, president Yoon Suk-yeol besloot dat kernenergie in 2030 nog altijd minimaal 30% van de elektriciteit moet leveren.